# إيدغار أبرو
إيدغار أبرو (16 فبراير 1994 بكامارا دي لوبوس في البرتغال - ) هو لاعب كرة قدم برتغالي في مركز الوسط. لعب مع ناسيونال ماديرا ويو دي ليريا وSC Mirandela ‏.

## روابط خارجية
- إيدغار أبرو على موقع قاعدة بيانات كرة القدم.إي يو (الإنجليزية)
- إيدغار أبرو على موقع Soccerway.com (الإنجليزية)
- إيدغار أبرو على موقع AS.com (الإسبانية)